# Édouard Séguin
Eduardo Séguin (Édouard) (Clamecy, Francia, 20 de enero de 1812-Nueva York 28 de octubre de 1880) fue un médico que trabajó con niños mentalmente discapacitados en Francia y en Estados Unidos. Había estudiado con el psiquiatra francés Jean Marc Gaspard Itard, que había educado a Victor of Aveyron, conocido también como "El niño salvaje".
Fue Jean Itard, quien persuade a Séguin a dedicarse al estudio de las causas, y al entrenamiento de los retardados. En 1839, en Francia, crea la primera escuela dedicada a su educación. En 1846 publica "The Moral Treatment, Hygiene, and Education of Idiots and Other Backward Children". Es el tratado más fundamental y temprano con las necesidades especiales de niños con discapacidades mentales. 
En 1846 Édouard Seguin describe un paciente con signos sugerentes del síndrome de Down, que él denominó «idiocia furfurácea». No obstante, la identificación clínica se debe al Dr. John L.H. Down que en 1866 publica su primer caso.
Después de la revolución de 1848 se traslada a América en 1849, siendo nombrado profesor de la Escuela para niños discapacitados de Boston.
Continúa estableciendo otras escuelas para deficientes mentales. En 1866, publica "Idiocy: and its Treatment by the Physiological Method"; donde describe los métodos que usa en la "Escuela de Fisiologuía Séguin" en la ciudad de Nueva York. Esos programas refuerzan la importancia de desarrollar el autosporte e independencia en los discapacitados mentales, a través de la combinación de desafíos físicos e intelectuales. 
Édouard Séguin fue el primer presidente de la "Asociación de Oficiales Médicos de Instituciones norteamericanas para Idiotas y Otras Personas Disminuidas", que luego se conocería como la American Association on Mental Retardation. 
Sus trabajos sobre los discapacitados mentales fueron muy inspiradores para la doctora, psiquiatra, ingeniera y filósofa italiana María Montessori. quien elaboró la "pedagogía científica", que más tarde derivó en el Método Montessori. 
El síntoma llamado "Señal de Séguin", fue nombrado así en su honor, son las contracciones musculares involuntarias que preceden a un ataque epiléptico. Séguin publicó tres textos sobre termometría en los 1870s: Termómetros fisiológicos (París, 1873); Tablas de termometría matemática (1873); y Termometría médica y Temperatura humana (Nueva York, 1876). También construyó un termómetro fisiológico" donde el "cero" era la T° estándar de salud.